# 県立長野図書館
県立長野図書館（けんりつながのとしょかん）は長野県長野市若里の若里公園にある県立図書館。

## 基礎情報

### 所在地
長野県長野市若里1-1-4

### 開館時間
- 火曜日 - 金曜日
  - 1階児童図書室 9:00 - 17:00
  - 2階一般図書室 9:00 - 19:00
  - 3階信州・学び創造ラボ 9:00 - 19:00
- 土曜日・日曜日・祝日
  - 1・2階：9:00 -17:00
  - 3階：9:00 - 17:00

### 休館日
- 毎週月曜日
- 毎月最終金曜日（蔵書整理日・祝日の場合はその前日）
- 年末年始（12月28日-1月4日）
- 蔵書点検期間

### 立地・アクセス
- JR東日本・しなの鉄道・長野電鉄長野駅東口より南へ徒歩8分
- 駐車場（有り　約80台分）

## 沿革

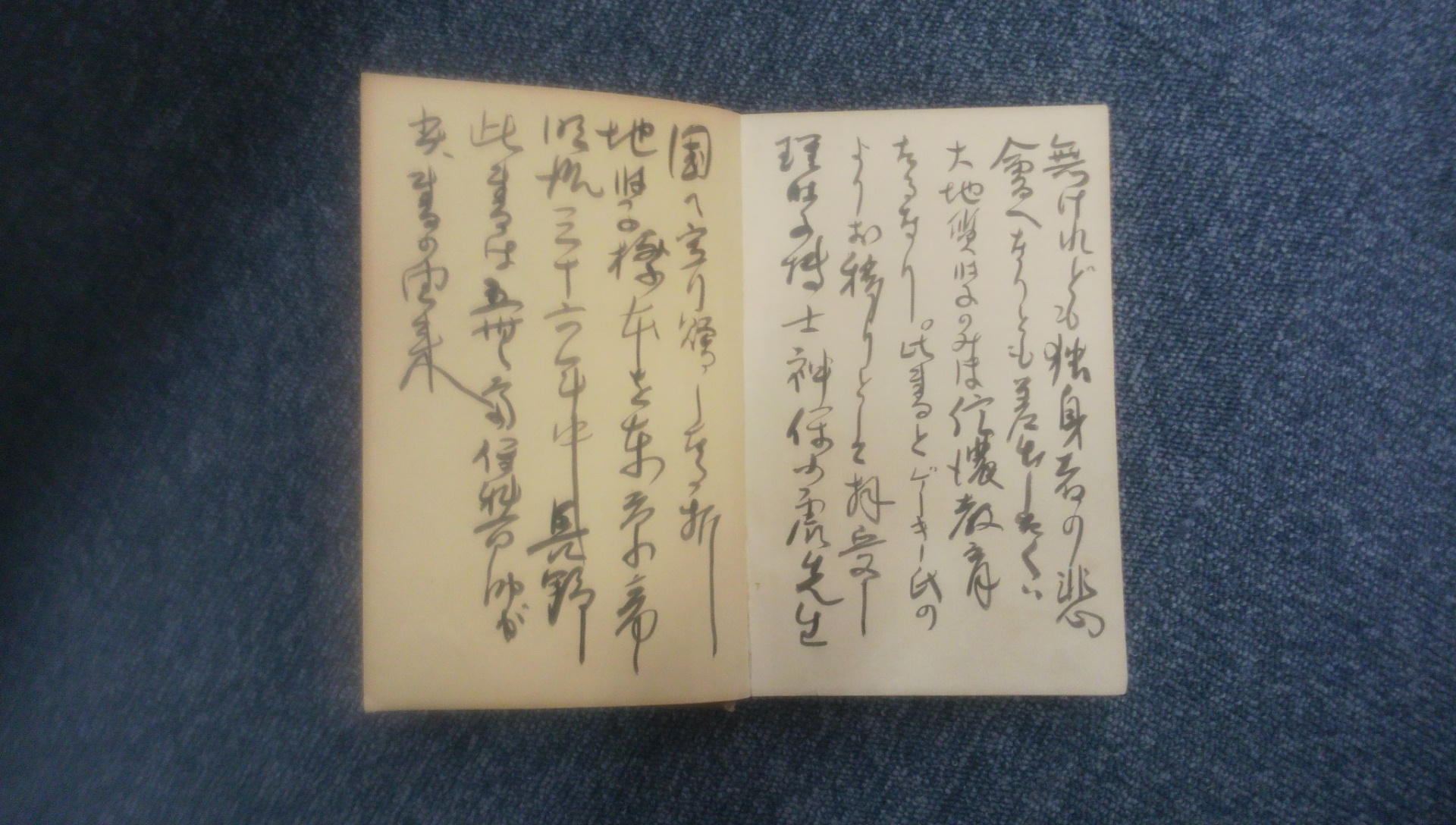
信濃図書館設立に尽力した保科百助の揮毫（県立長野図書館蔵）

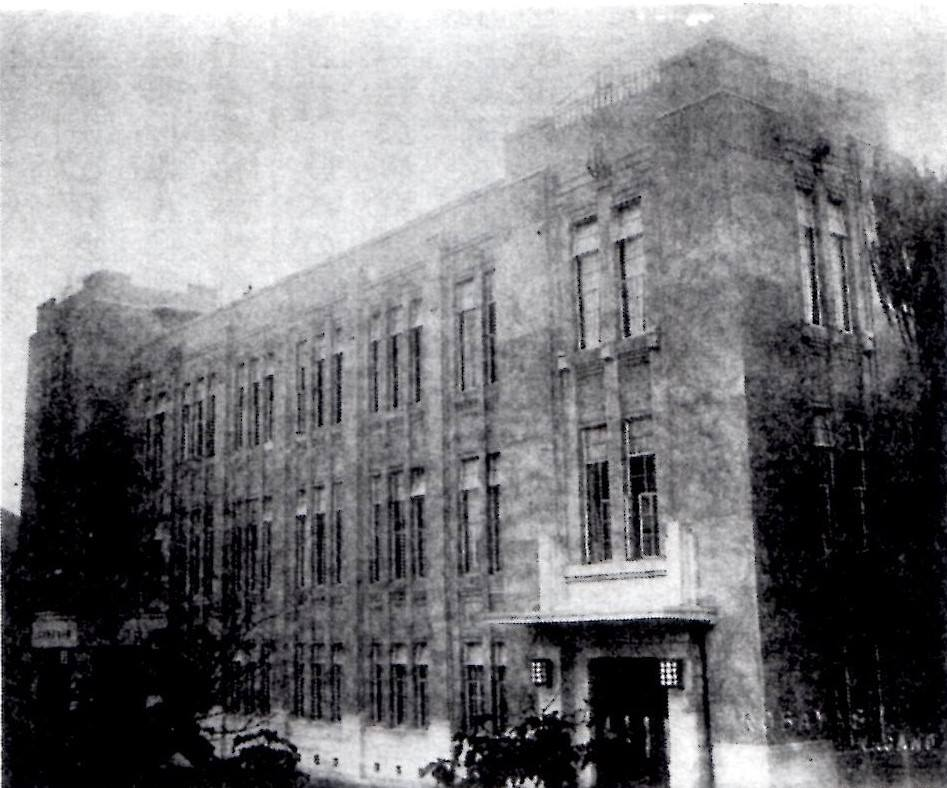
長門町時代の県立長野図書館（1929年）

県立長野図書館の歴史は、前身である信濃教育会の図書館にさかのぼる。1892年（明治25年）6月、信濃教育会の会員有志が会の図書を閲覧させる信濃教育会員図書縦覧所を開設した。
1903年（明治36年）6月に信濃教育会の議員会で図書館の建設を決め、保科百助らの尽力により1907年（明治40年）6月15日に「信濃図書館」として開館。開館時の蔵書は35,000冊で、教育会会員向けといわれたが、一般公開もしていた。
県立図書館設立の動きは、1911年（明治44年）の信濃教育会が陳情し、1916年（大正5年）の長野県議会で県営図書館の請願が議決され、1924年（大正13年）12月の臨時県会において設置が決まり、師範学校の跡地である長野市長門町に1928年（昭和3年）に起工され、1929年（昭和4年）3月に初代館長が就任し、創立事務を開始。同年8月1日竣工、同年9月1日に開館。初代館長は山形県立図書館長の経験がある田澤次郎が就任。開館当時の上席司書だった乙部泉三郎が2代目の館長となり、司書として任命された叶澤清介が3代目の館長となっている。
1977年（昭和52年）に長野市若里に新館が着工され、1979年（昭和54年）に移転開館した。27万8000冊の蔵書が新館に移動するとともに、長野図書館の象徴で市民に親しまれた魯桃桜（ろとうざくら）9本を新館裏に移転。1994年（平成6年）に同館所蔵の古文書約15,000点が長野県立歴史館へ移管された。
長野県内の子どもたちに読書の機会を提供しようと、2004年（平成16年）5月、移動図書館車「おはなしぱけっと号」が導入された。本事業は2009年（平成21年）に終了した。
2009年（平成21年）3月、長野県内公共図書館横断検索システムが導入され、あわせてインターネット予約貸出が運用された。

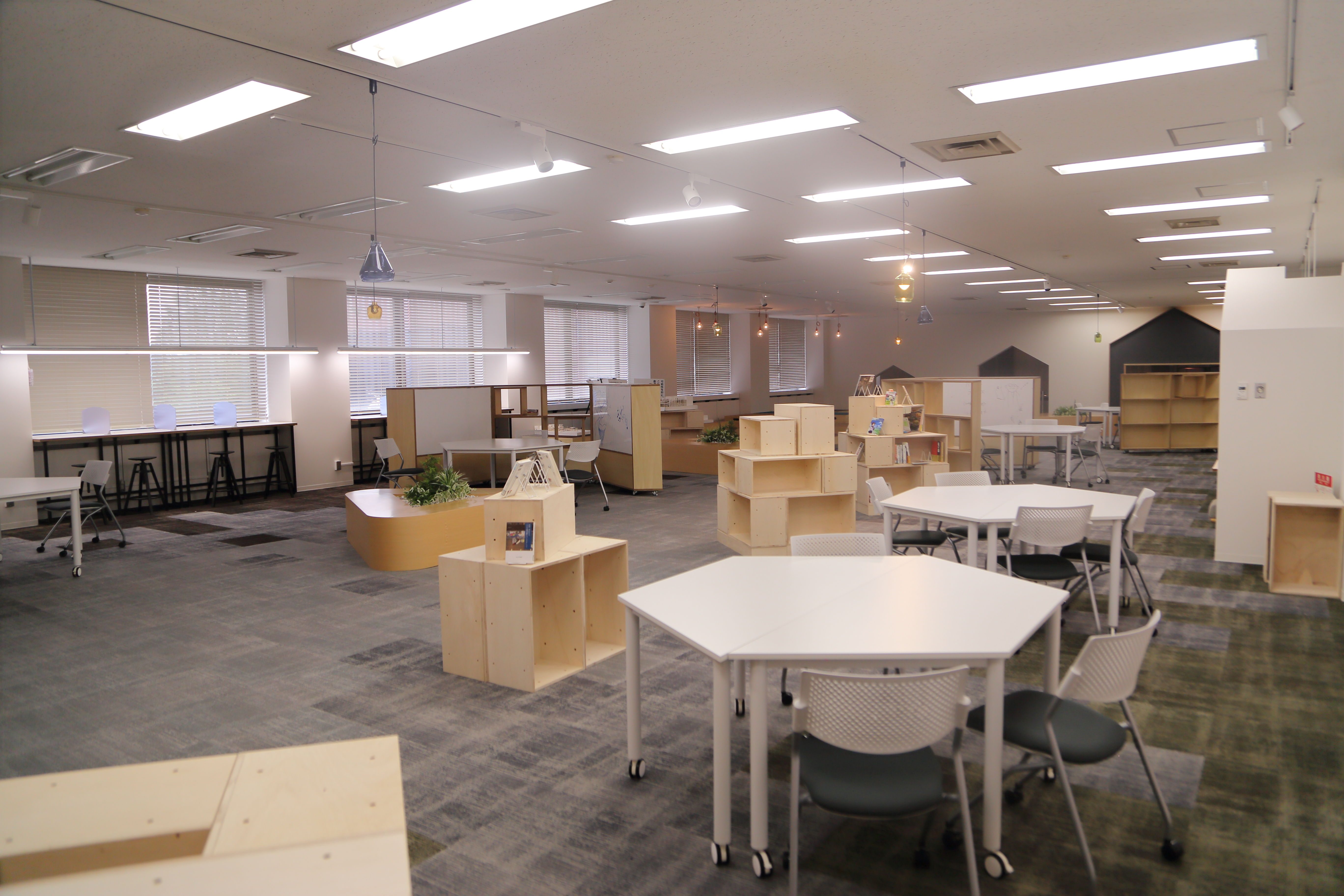
信州・学び創造ラボ（3階）

2015年に掲げられた5カ年間にわたる事業改革に関連し、空間改修が続けられた。2017年（平成29年）10月1日に「知識情報ラボUCDL」（ウチデル）がオープンした。2018年（平成30年）に床・階段および1階の児童図書室が改修された。2019年（平成31年）4月6日、3階に「信州・学び創造ラボ」がオープンした。
2020年（令和2年）～2021年（令和3年）にかけて、図書館書庫の6階が整備され、収蔵能力が約80万冊から90万冊に増強された。

### 歴代館長

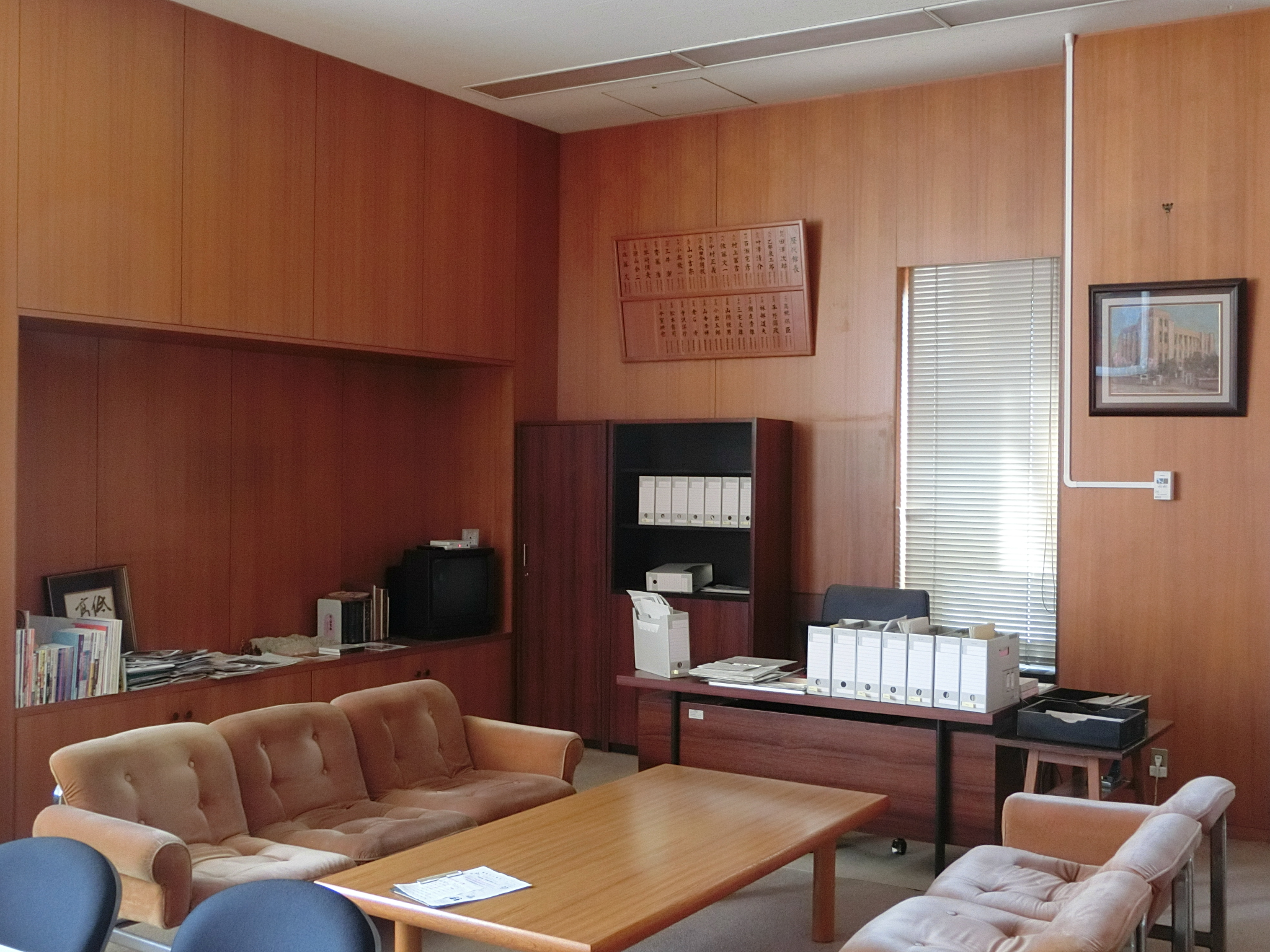
館長室

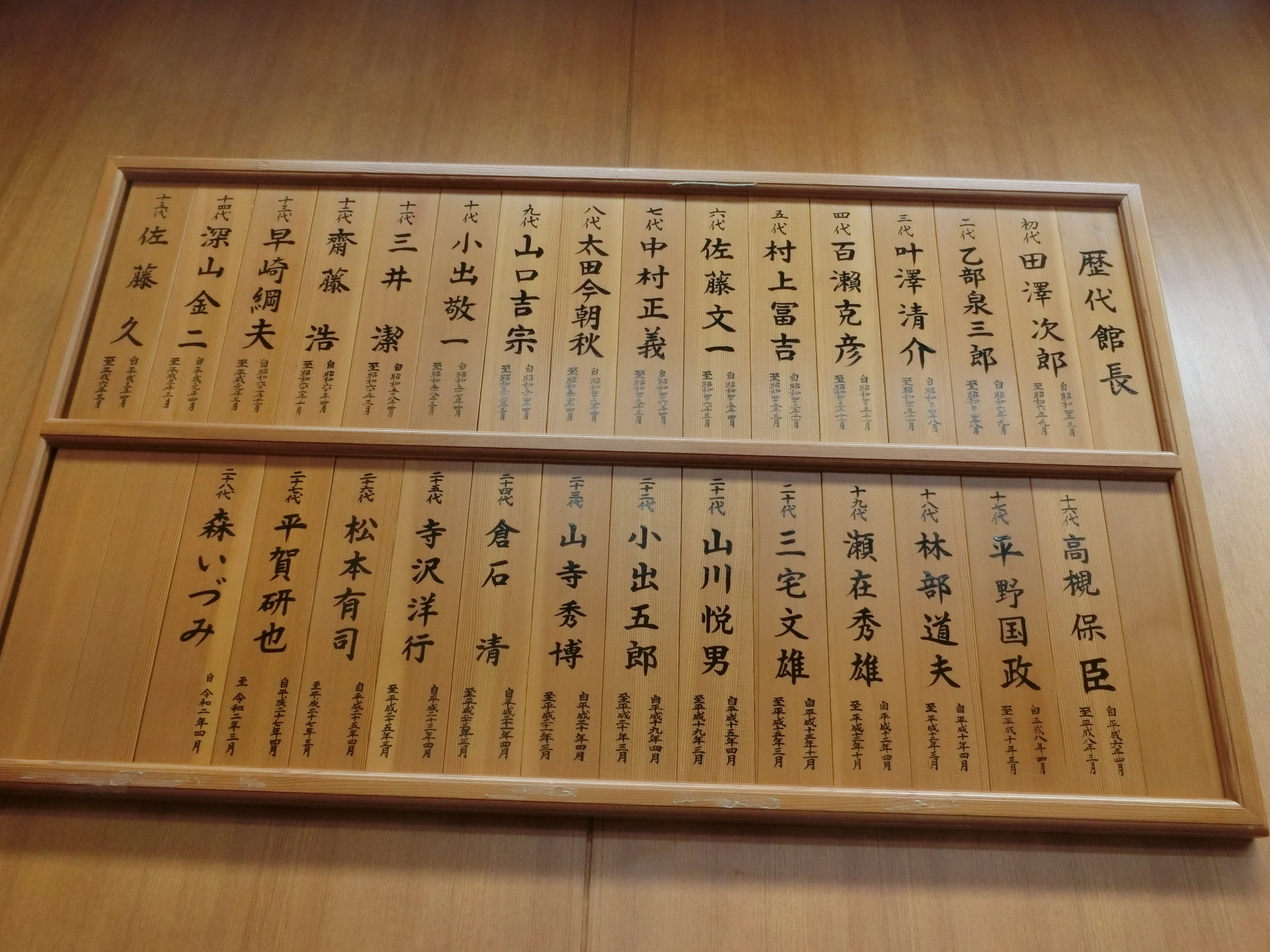
歴代館長一覧

| 代 | 館長       | 任期                   |
| -- | ---------- | ---------------------- |
| 1  | 田澤次郎   | 1929年3月〜1931年9月   |
| 2  | 乙部泉三郎 | 1931年9月〜1949年8月   |
| 3  | 叶澤清介   | 1949年8月〜1965年11月  |
| 4  | 百瀬克彦   | 1965年11月〜1968年11月 |
| 5  | 村上冨吉   | 1968年11月〜1970年3月  |
| 6  | 佐藤文一   | 1970年4月〜1971年3月   |
| 7  | 中村正義   | 1971年4月〜1974年3月   |
| 8  | 太田今朝秋 | 1974年4月〜1979年4月   |
| 9  | 山口吉宗   | 1979年4月〜1982年3月   |
| 10 | 小出敬一   | 1982年3月〜1983年3月   |
| 11 | 三井潔     | 1983年4月〜1985年3月   |
| 12 | 齋藤浩     | 1985年4月〜1986年10月  |
| 13 | 早崎綱夫   | 1986年11月〜1989年3月  |
| 14 | 深山金二   | 1989年4月〜1991年3月   |
| 15 | 佐藤久     | 1991年4月〜1994年3月   |
| 16 | 高槻保臣   | 1994年4月〜1996年3月   |
| 17 | 平野国政   | 1996年4月〜1998年3月   |
| 18 | 林部道夫   | 1998年4月〜2000年3月   |
| 19 | 瀬在秀夫   | 2000年4月〜2001年10月  |
| 20 | 三宅文雄   | 2001年11月〜2003年3月  |
| 21 | 山川悦男   | 2003年4月〜2007年3月   |
| 22 | 小出五郎   | 2007年4月〜2008年3月   |
| 23 | 山寺秀博   | 2008年4月〜2009年3月   |
| 24 | 倉石清     | 2009年4月〜2011年3月   |
| 25 | 寺沢洋行   | 2011年4月〜2013年3月   |
| 26 | 松本有司   | 2013年4月〜2015年3月   |
| 27 | 平賀研也   | 2015年4月〜2020年3月   |
| 28 | 森いづみ   | 2020年4月〜            |

## 図書館活動

### 県立長野図書館時代
PTA母親文庫
1950年（昭和25年）、信州大学教育学部附属長野小学校PTAの母親を対象に文庫の貸出を開始。当時PTA教養部長を務めていたのが県立長野図書館長の叶澤清介であった。母親たちから県立長野図書館の蔵書を貸し出ししてほしいと要望を受け、試験的に貸し出しを開始した。
1951年（昭和26年）、更級・上伊那・南佐久の三カ所に配本所を設置した。配本所設置に当たっての予算処置は無く、既存の図書館普及運動費を充てた。小学生が進学するにあたり、中学生への貸し出しへの要望が高まり、1952（昭和27年）には中学生にも貸し出し対象を広げる。なお、その後全県へ活動範囲を広げ、2003年（平成15年）に名称を「長野県PTA親子読書推進の会」と変更し、活動は2014年（平成26年）まで続いた。
おはなしぱけっと号
2004年（平成16年）子どもたちに読書の機会を提供するため、移動図書館車「おはなしぱけっと号」を導入。「おはなしぱけっと号」は4トントラックを改造したもので、デザインは安斎肇が担当。絵本1200冊を積み、県内各地を移動する。お披露目イベント「おはなしドキドキぱーく」は2004年5月8日に長野市若里公園で行い、紙芝居、工作体験、大道芸などを行った。
「おはなしドキドキぱーく」事業は2004年度から2006年（平成18年）度で99回、学校の読み聞かせに派遣する「おでかけ絵本図書館」事業は2006年度に163回、2007年（平成19年）度に93回行った。2009年（平成21年）3月末、利用減少により「おはなしぱけっと号」を使った事業は廃止された。
共知・共創の場の創出
2015年から5ヶ年かけた事業改革の成果として、「情報、空間、人の改革」を実現するため、図書館内部を大規模に改装した。これにより、1階から3階まで、新たな空間が創出された。
主な空間は次の通り。
- 1階「児童図書館のリニューアル（2017年度末から）」：子ども達の好奇心を広く喚起させることをねらい、4つのゾーンを設定。本を並べた空間ではなく、子ども達の興味関心を拡げる場にすることを狙っている。分けられたゾーンは「絵本をゆったり読む」「児童書研究」「探求的に情報に触れる」「想像の世界に入り込む」の4つとされた。
- 2階「知識情報ラボUCDL（ウチデル）（2017年10月開設）」：図書館2階にある一般閲覧室の一角144平方メートルを改装。書籍ではなく、知識と情報というした知識情報を集約させた空間。内田洋行とのネーミングライツ制度を活用し、UCDL "Uchida Community Design Labo"の愛称を冠しつつ、グループ学習等に利用できる什器やICT機器等の提供を受けた。本空間の開設により、ICTや図書館を活用したWikipedia研修会などが開催できる場が図書館内に確保できるようになった。
- 3階「信州・学び創造ラボ（2019年4月開設）」：県立長野図書館の3階に作られた900平方メートルの空間。これからの図書館や公共空間のあり方を考える公共の実験室として位置づけられた。レーザーカッターや3Dプリンター等の機器を活用したあらたなものづくり体験や、自分だけのこだわりの本を並べてみるイベントを行っている。

信州ナレッジスクエア
2020年4月から開始。「信州」という窓からさまざまな情報を手にし、世界を再発見し、未来をつくるための「知の広場（ナレッジスクエア）」。5つのサービスで構成される。
- 信州サーチ - 信州に関わる言葉や問いから、県内外のさまざまな団体や機関が持っている画像や情報データを横断検索できる。
- 信州デジタルコモンズ - 信州のさまざまな団体や機関が蓄積してきた文化情報資源を公開すると同時に、県民も共に地域の記憶を記録し、人々と共有するデジタルアーカイブ。2010年に公開された地域文化の総合情報サイト「信州デジくら」のコンテンツを引き継いでいる。2022年8月、信州におけるさまざまなデジタルコンテンツをとりまとめて世界と結ぶ“つなぎ役”としての貢献と、利活用しやすいライセンス条件（パブリックドメイン）で提供する、”オープン化の推進”が評価され「デジタルアーカイブジャパン・アワード」を受賞。
- 想・IMAGINE信州 - 入力した言葉や文章からキーワードで、自分で選んださまざまなデータベースから、連想するように検索できる。
- eReading Books - 学校の副読本等の本文が読める電子書籍の一つ。付加価値として、新書マップやウィキペディアの情報とリンクする。高校の探究学習『わたしたちの信州学』や、小学校の副読本（『わたしたちの松川村』、『池田町ものがたり』『ふるさと宮田村：郷土学習資料集』）
- 信州ブックサーチ - 一度の検索で、県内公共図書館や公民館図書室等の蔵書、長野県内で使える電子書籍（「デジとしょ信州」、「県立長野図書館電子書籍サービス」）を横断検索できる。

デジとしょ信州
2022年から市町村と県による協働電子図書館として「デジとしょ信州」のサービスを開始。すべての県民がいつでも、どこからでも、無償で、必要とする情報（電子書籍）にアクセスできる。77の市町村が電子書籍を分担購入、県民に貸し出しする。貸し出しできる電子書籍は1人2点まで。貸出期間は1回につき7日以内で、期間が過ぎると自動で返却さる。
「デジとしょ信州」は2022年、デジタル技術の活用により、地域の課題を解決する取組を総理大臣が表彰する、「夏のDigi田甲子園」に長野県代表として出場し、実装部門（中核市等）第5位となった。2023年11月、第11回プラチナ大賞において「優秀賞 地域パートナーシップ賞」を受賞。全国知事会による「令和５年度　先進政策大賞」および「デジタル・ソリューション・アワード大賞（デジタル部門最優秀賞）」に選定された。

### SNSを使った情報発信
SNSの普及が進み、多くの公共図書館でもTwitter、Facebook、ブログなどの数種類のSNSを使った公式な情報発信が行われている。当図書館では用途に応じて複数のFacebookアカウントを使い分けており、こうした1機関で複数Facebookアカウントを持つ公共図書館は珍しく、本図書館の特徴となっている。
ここでは本図書館のSNS種別と用途について挙げる。
| 名称                                           | 用途                                     | リンク                                                                             |
| ---------------------------------------------- | ---------------------------------------- | ---------------------------------------------------------------------------------- |
| よむナガノ 県立長野図書館ブログ                | 様々な記事をご紹介                       | http://blog.nagano-ken.jp/library/                                                 |
| 県立長野図書館                                 | 信州の「図書館のあるくらし」に関わる情報 | 県立長野図書館 (NaganoLib00) - Facebook                                            |
| 信州発・これからの図書館フォーラム             | これからの図書館が進む方向についての情報 | 「信州発・これからの図書館フォーラム」県立長野図書館 (FutureLibNagano) - Facebook  |
| 山の見える図書館ー信州のまち・ひと・としょかん | 県内の図書館に関する情報                 | 「山の見える図書館ー信州のまち・ひと・としょかん」 (NaganoLib01) - Facebook        |
| 信州・学び創造ラボ                             | 「信州・学び創造ラボ」の様々なお知らせ   | 「信州・学び創造ラボ」 (県立長野図書館信州学び創造ラボ-483108952488446) - Facebook |

## 魯桃桜（ロトウザクラ）

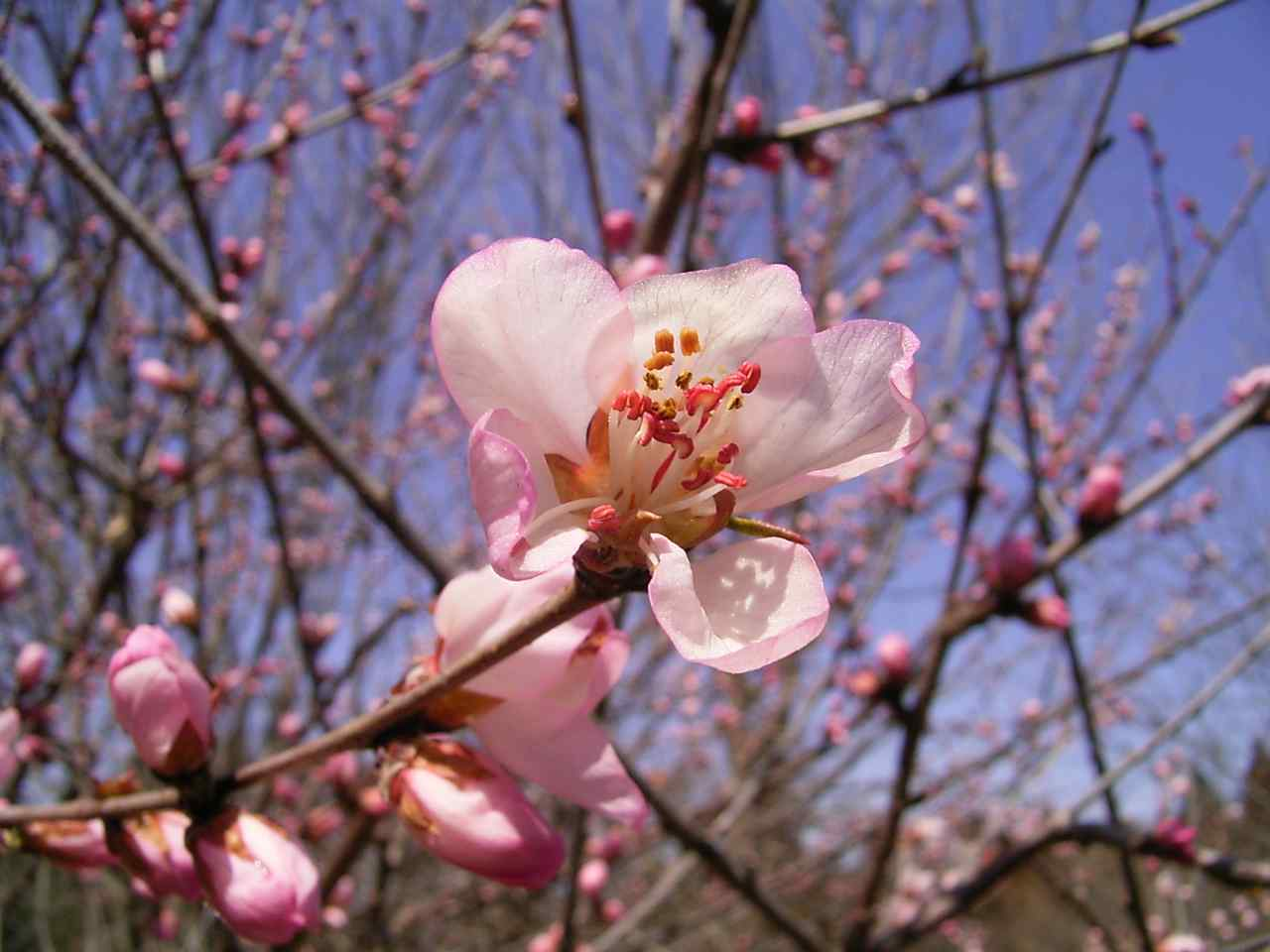
ロトウザクラ

1933年（昭和8年）に当時の県立長野図書館（現長野市立長野図書館）に魯桃桜（ロトウザクラ）が植えられた。長野市内で最も早く咲くサクラとして親しまれているが、分類学上はサクラではなくモモの仲間である。

## 写真ギャラリー

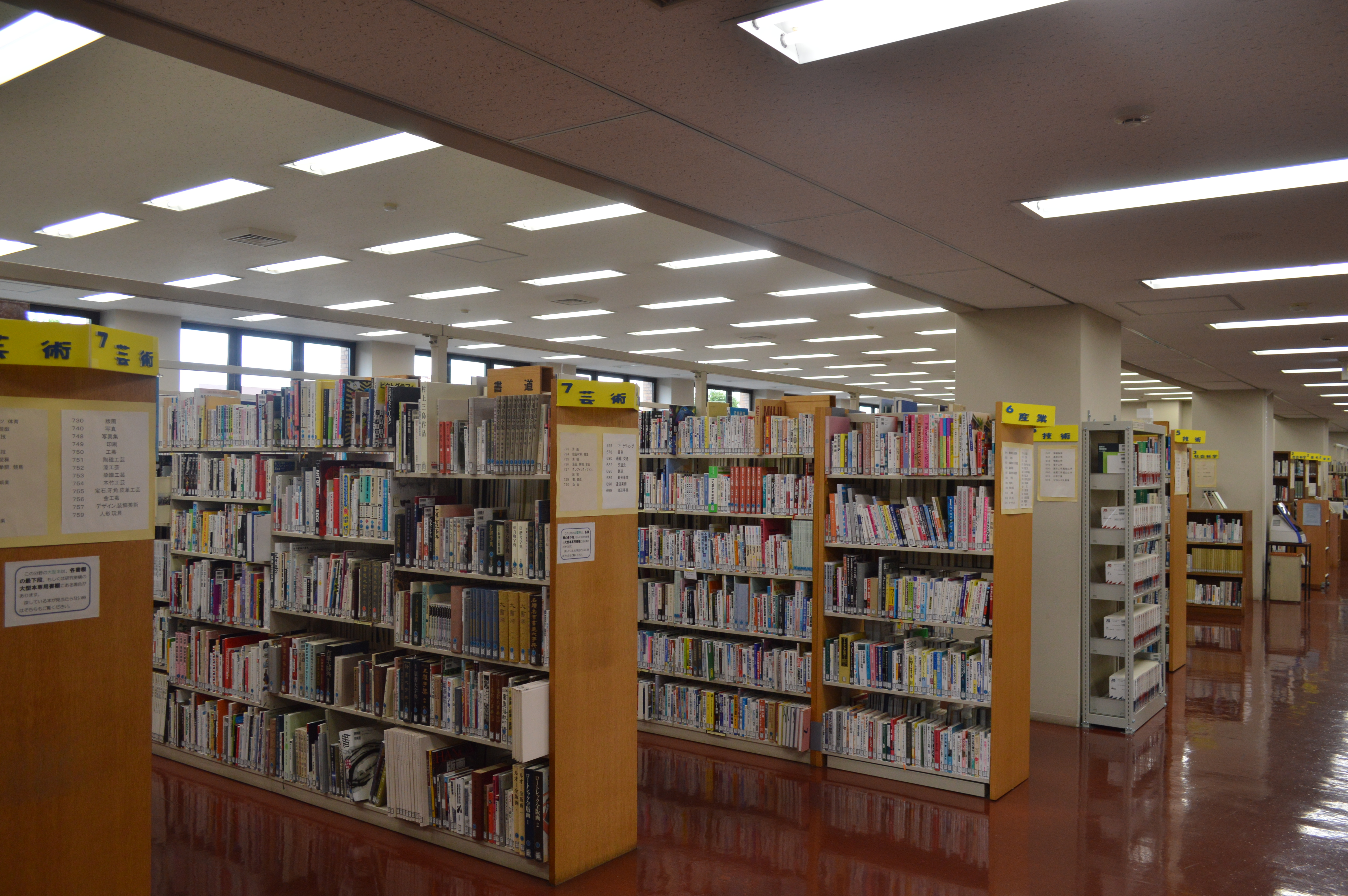
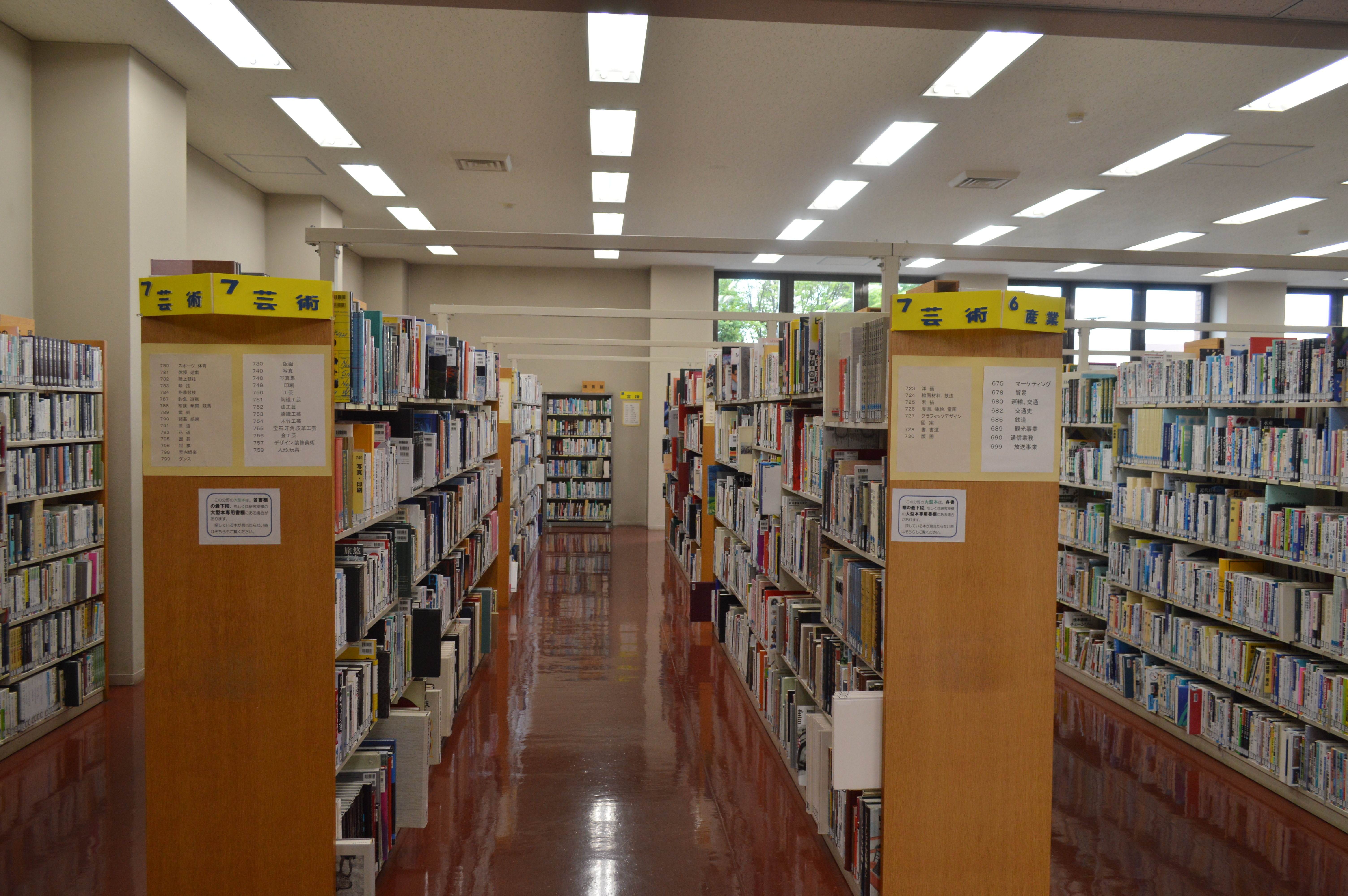
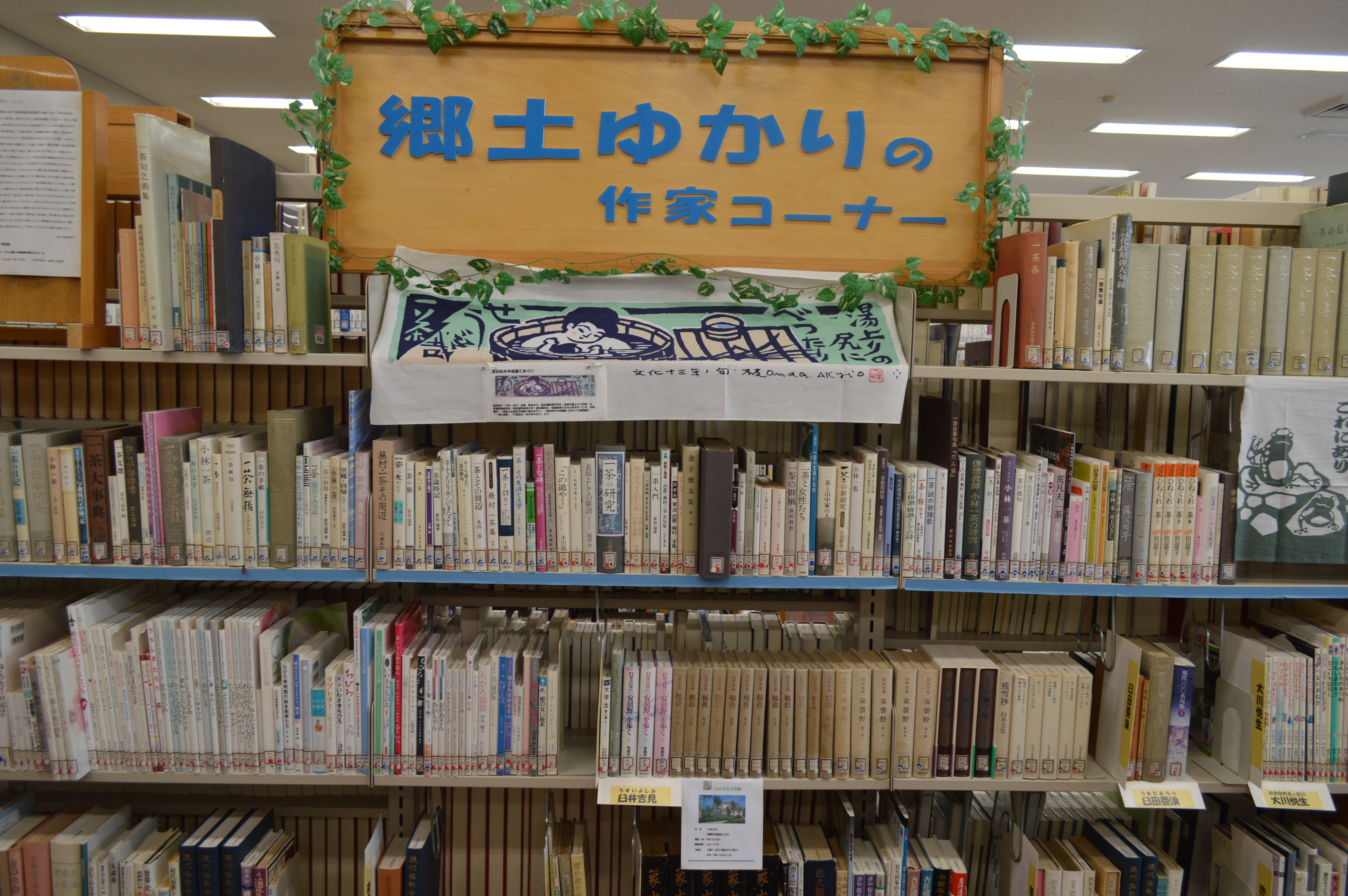
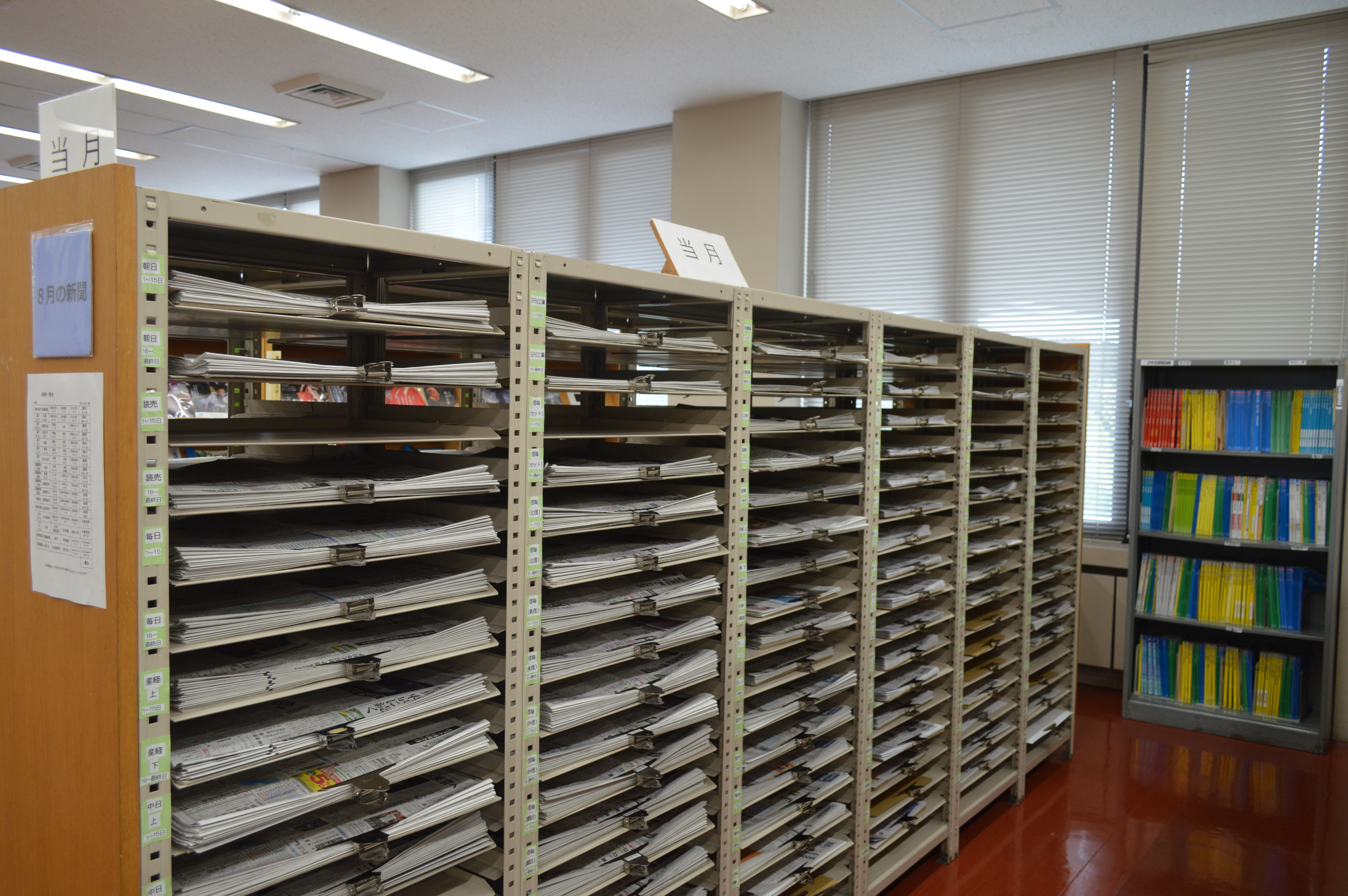
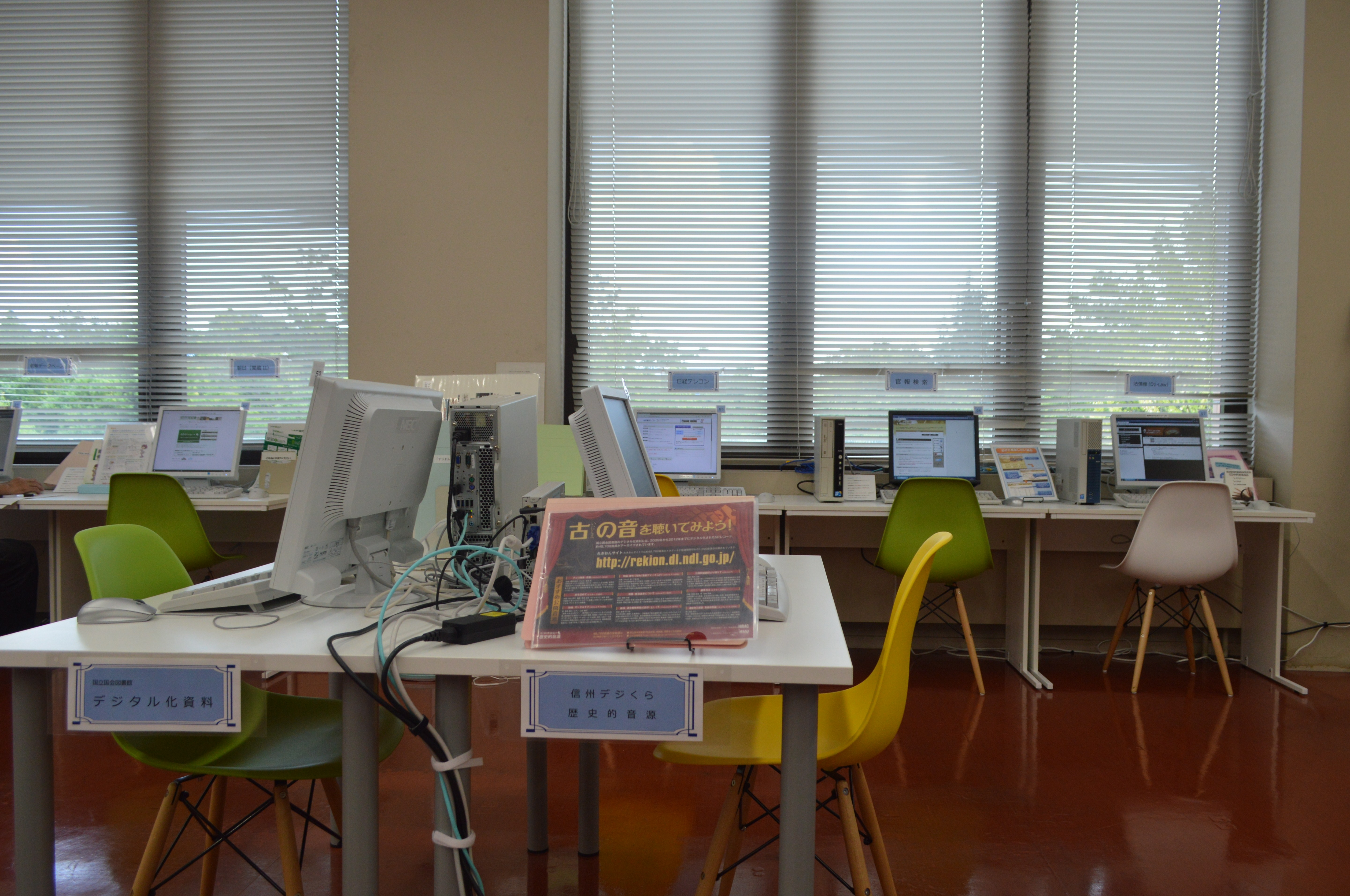
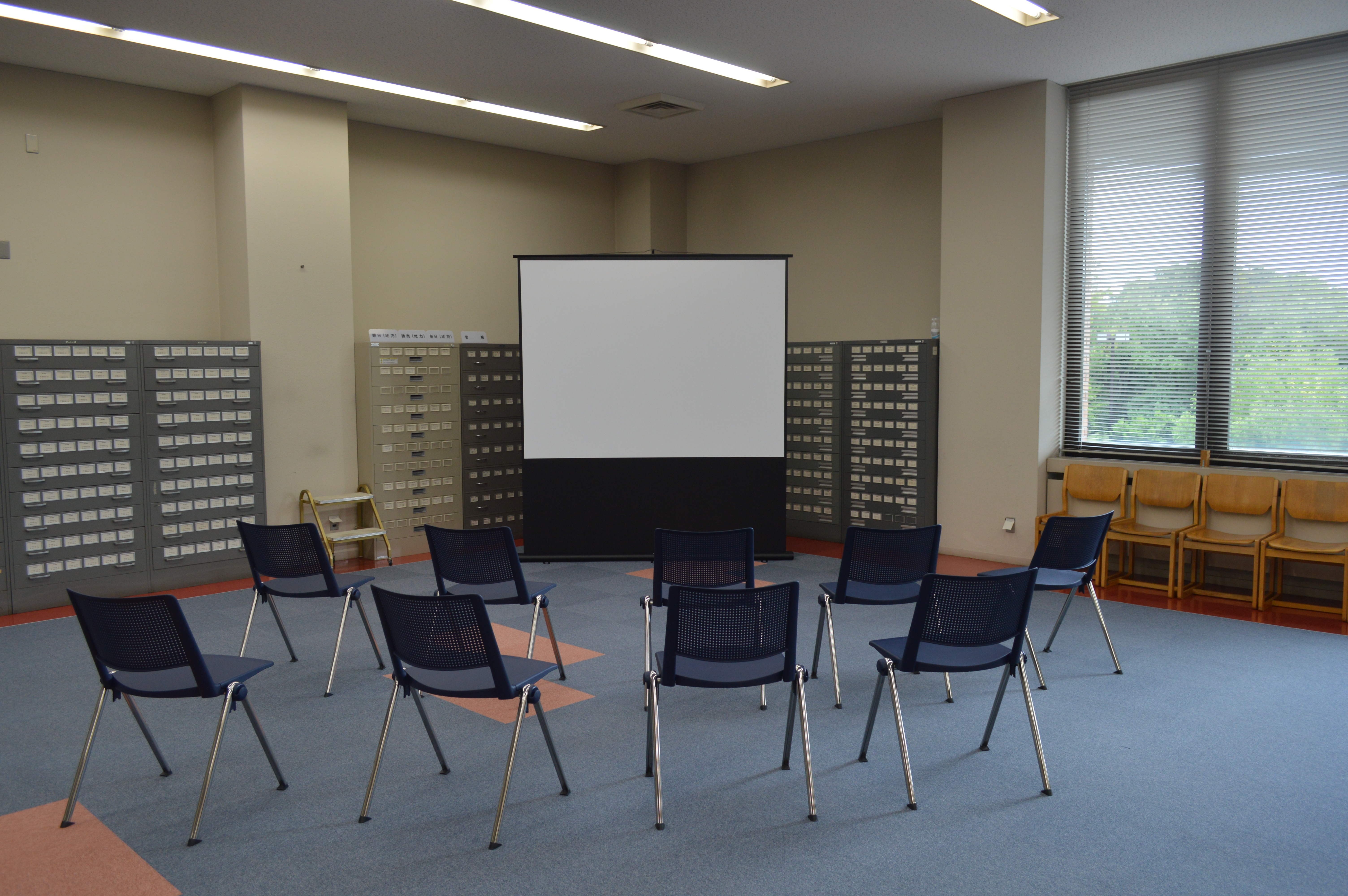
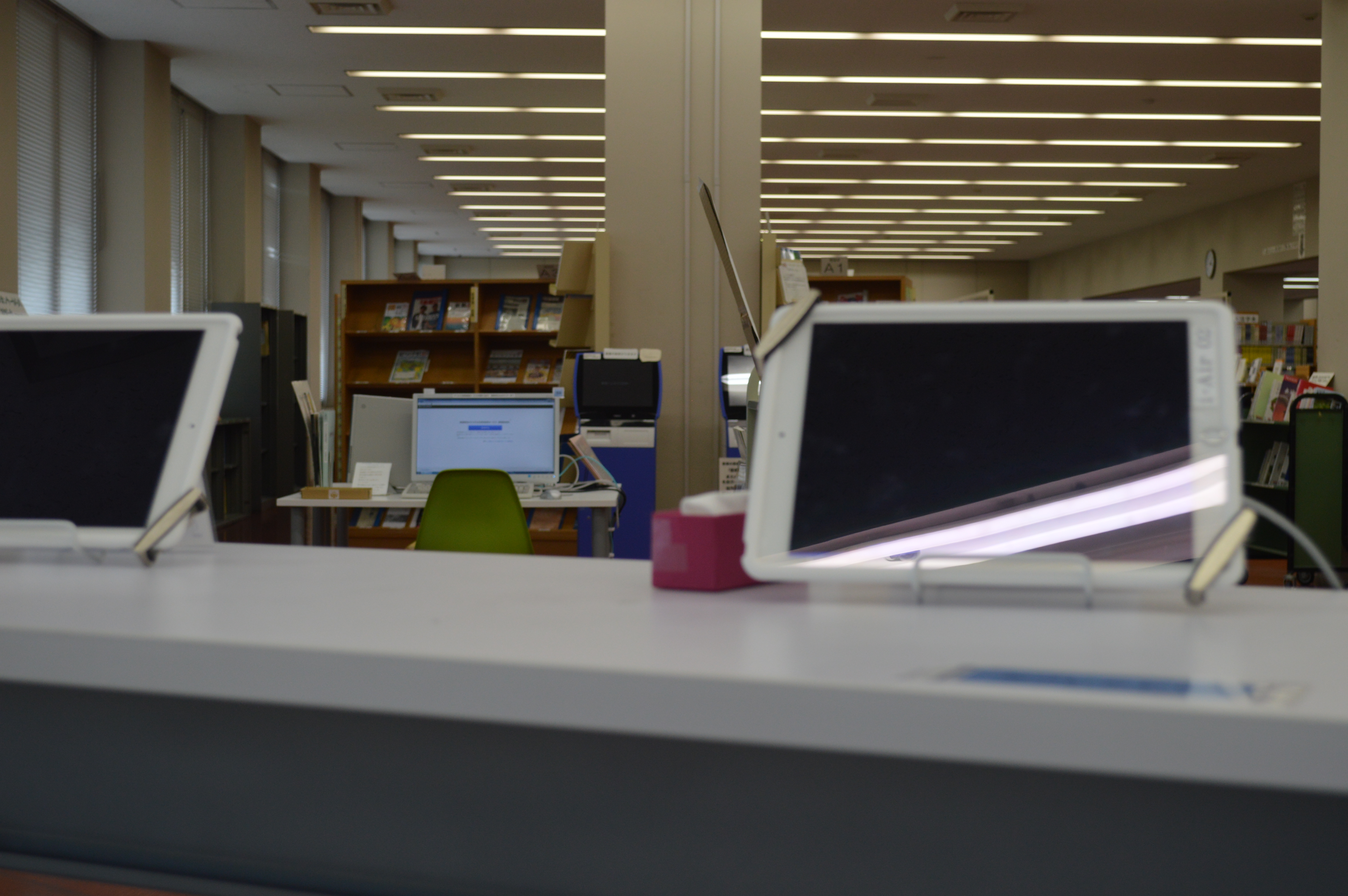
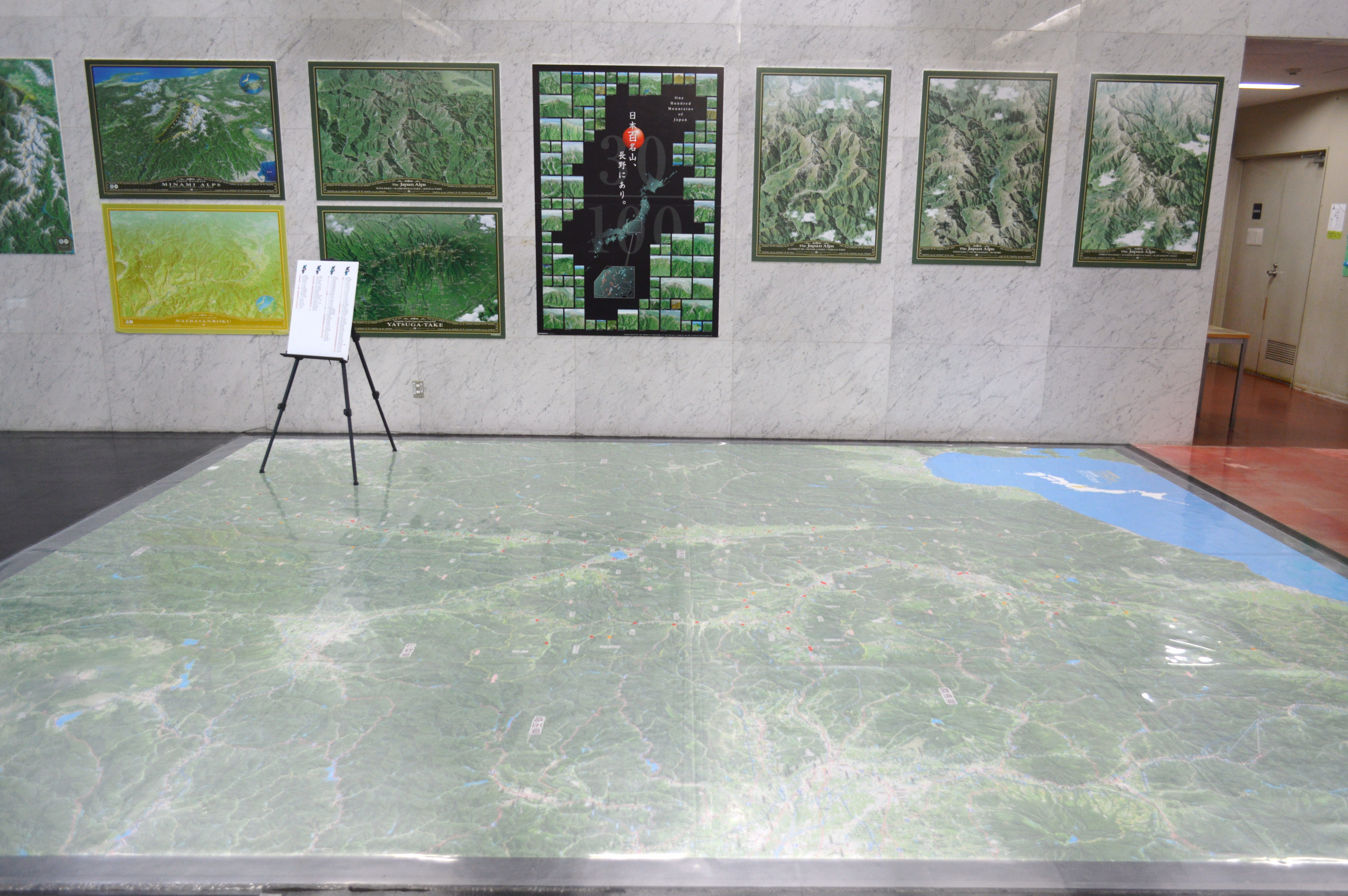

### 特徴
ロトウザクラは、日露戦争の凱旋記念としてシベリアから持ち帰り、長野県佐久市の桜井尋常高等小学校に植えられていたもので、1921年（大正10年）から1949年（昭和24年）まで長野県史跡名勝天然記念物調査委員を務めた植物学者の小山海太郎（こやまかいたろう） が名付けたといわれている。当該個体については、その後に長野県植物誌編纂委員の落合照雄及び久保田秀夫が確認をした結果、モモの仲間である「ノモモ」または「ハヤザキモモ」であると判断されたが、現在まで特定はされていない。

### 植栽場所
1933年（昭和8年）に県立長野図書館に植栽された初代のロトウザクラは、後に全滅している。当初の植栽場所であった長野市立長野図書館では花を咲かせており、2017年（平成29年）も3月22日に開花している。このほか、1979年（昭和54年）の県立図書館の施設移転にあわせて、接ぎ木での増殖が図られた経緯があり、県立長野図書館、市立岡谷図書館、長野地方気象台、上田市立図書館、上田市立博物館など、長野県内各地に植えられており、それぞれの地域で春を告げる季節の便りとなっている。